# Ray Winstone
Raymond "Ray" Winstone, född 19 februari 1957 i Homerton i Hackney i London, är en brittisk skådespelare.
I sin ungdom var Winstone en flitig och mycket framgångsrik amatörboxare innan han beslutade sig för att bli skådespelare.
Han fick sitt stora genombrott i filmen Scum (1979) och har sedan dess medverkat i nästan etthundra olika film- och TV-produktioner – både i hemlandet England och internationellt. 
Winstone är gift med Elaine (f. McCausland 1959) sedan 1979 och har tre barn. Två av hans döttrar, Lois och Jamie, är också skådespelare.

## Filmografi
- 1976 – The Sweeney, avsnitt Loving Arms (gästroll i TV-serie)
- 1977 – Revolt (TV-film)
- 1979 – That Summer
- 1979 – Revolt
- 1979 – Quadrophenia
- 1980 – Fox (TV-serie)
- 1981 – Ladies and Gentlemen, the Fabulous Stains
- 1981 – Play for Today, avsnitt The Factory (gästroll i TV-serie)
- 1983 – Love Story: Mr. Right (TV-film)
- 1983 – Robin Hood and the Sorcerer (TV-film)
- 1983 – Bergerac, avsnitt Ninety Per Cent Proof (gästroll i TV-serie)
- 1984 – Fairly Secret Army (gästroll i TV-serie)
- 1984 – Auf Wiedersehen, Pet, avsnitt The Fugitive (gästroll i TV-serie)
- 1984 – Minder (gästroll i TV-serie)
- 1984–1986 – Robin av Sherwood (TV-serie)
- 1985 – Number One (TV-film)
- 1986 – C.A.T.S. Eyes, avsnitt One Away (gästroll i TV-serie)
- 1986 – Ever Decreasing Circles, avsnitt Manure (gästroll i TV-serie)
- 1987 – Boon, avsnitt A Ride on the Wild Side (gästroll i TV-serie)
- 1987 – Father Matthew's Daughter (TV-serie)
- 1987 – Pulaski (gästroll i TV-serie)
- 1989 – Tank Malling
- 1989 – Blore M.P. (TV-film)
- 1990 – Tak över huvudet, avsnitt High Noon (gästroll i TV-serie)
- 1991 – Absolute Hell (TV-film)
- 1991 – Birds of a Feather (gästroll i TV-serie)
- 1991 och 1995 – The Bill (gästroll i TV-serie)
- 1992 – Get Back (TV-serie)
- 1992 – Black and Blue (TV-film)
- 1992 – Underbelly (TV-film)
- 1992 – Between the Lines, avsnitt A Watch & Chain of Course (gästroll i TV-serie)
- 1994 – Murder Most Horrid, avsnitt Smashing Bird (gästroll i TV-serie)
- 1994 – The Negotiator (TV-film)
- 1994 – Ladybird, Ladybird
- 1995 – Casualty, avsnitt Heartbreak Hotel (gästroll i TV-serie)
- 1995 – Space Precinct, avsnitt Two Against the Rock (gästroll i TV-serie)
- 1995 – Ghostbusters of East Finchley (TV-serie)
- 1996 – Thief Takers, avsnitt Remember Me (gästroll i TV-serie)
- 1996 – Sharman (gästroll i TV-serie)
- 1996 – Yellow
- 1996 – Masculine Mescaline
- 1996 – Kavanagh QC, avsnitt The Burning Deck (gästroll i TV-serie)
- 1996 – One Foot in the Grave, avsnitt Starbound (gästroll i TV-serie)
- 1997 – Macbeth On the Estate (TV-film)
- 1997 – Nil by Mouth
- 1997 – Face
- 1997 – Our Boy (TV-film)
- 1998 – The Sea Change
- 1998 – Martha, Meet Frank, Daniel and Laurence
- 1998 – Woundings
- 1998 – Final Cut
- 1999 – Five Seconds to Spare
- 1999 – The War Zone
- 1999 – Births, Marriages and Deaths (TV-film)
- 1999 – Agnes Browne
- 1999 – Darkness Falls
- 1999 – Fanny and Elvis
- 1999 – Tube Tales (TV-film)
- 1999 – Last Christmas (TV-film)
- 2000 – Tough Love (TV-film)
- 2000 – Det finns bara en Jimmy Grimble
- 2000 – Sexy Beast
- 2000 – Love, Honour and Obey
- 2001 – The Fear (TV-serie)
- 2001 – Last Orders
- 2001 – The Martins
- 2002 – Lenny Blue (TV-film)
- 2002 – At Home with the Braithwaites (gästroll i TV-serie)
- 2002 – Ripley's Game
- 2002 – Bouncer (kortfilm)
- 2003 – Henry VIII (TV-serie)
- 2003 – Åter till Cold Mountain
- 2004 – Old Street
- 2004 – Everything
- 2004 – King Arthur
- 2004 – She's Gone (TV-film)
- 2005 – The Proposition
- 2005 – Berättelsen om Narnia: Häxan och lejonet (röst)
- 2005–2006 – Vincent (TV-serie)
- 2006 – Sweeney Todd (TV-film)
- 2006 – All in the Game (TV-film)
- 2006 – Breaking and Entering
- 2006 – The Departed
- 2007 – Beowulf
- 2007 – Death of a Ladies' Man
- 2008 – Fool's Gold
- 2008 – Indiana Jones och Kristalldödskallens rike
- 2009 – 44 Inch Chest
- 2010 – Edge of Darkness
- 2010 – Percy Jackson och kampen om åskviggen
- 2011 – Rango
- 2011 – Hugo Cabret
- 2011 - Great Expectations
- 2012 – Snow White and the Huntsman
- 2014 – Noah
- 2016–2018 – Ice (TV-serie)